# Soyama
Soyama est une ville du sud de l'Éthiopie, située dans la région du Sud. Elle est le centre administratif du wereda spécial de Burji. Elle se trouve à 5° 42′ N, 37° 53′ E et à 1 660 mètres d'altitude.